# Escudo de la Federación de Rodesia y Nyasalandia

Escudo de armas de la Federación de Rodesia y Nyasalandia

El escudo de armas de la Federación de Rodesia y Nyasalandia fue concebido por M. J. Morris y concedido por Requerimiento Real el 22 de julio de 1954.

## Descripción heráldica
La siguiente es una descripción heráldica de las Armas Estatales de la Federación de Rodesia y Nyasalandia.

### Escudo
Escudo cortado de azur y sable, en jefe un sol naciente de oro y en punta seis verguetas onduladas de plata; brochante de una fanja de plata encajada con forma de cola de paloma y contraencajada con forma de cola de paloma y cargada de un león pasante de gules.

### Timbre
Timbra las armas un burelete de oro y azur, sumado de un salmón de plata y un águila de oro.

### Soportes
Los elementos del mencionado escudo están sujetados por dos soportes:
A la derecha un antílope natural de sable y a la izquierda un leopardo natural.

### Lema
Magni Esse Mereamur (Seamos Merecedores de Grandeza)
Nota: El escudo de armas figura en la bandera de la federación.

## Armas actuales
Estas armas han sido usadas desde la disolución de la Federación, más el escudo de armas de Zambia y compuesto por el mismo escudo y de la misma manera que la Rodesia del Norte. En el escudo de armas de Malaui hay un sol naciente sobre campo de sable.
- Datos: Q5138563